# シオドラ・ゴス
シオドラ・ゴス（Theodora Goss、1968年9月30日生）は、ハンガリー系アメリカ人の作家兼詩人。ゴスの著作はネビュラ賞、ローカス賞、ミソピーイク賞、世界幻想文学大賞、星雲賞などの主要な賞の候補となっている。ゴスの短編小説と詩作は、数多くの雑誌や年間ベスト集などのアンソロジーに掲載されている。

## 生い立ち
シオドラ・ゴスはハンガリーで生まれ、幼少期にアメリカ合衆国に移住した。バージニア大学で文学士（BA）の学位を、ハーバード・ロー・スクールでJDの学位を、ボストン大学で文学修士（MA）および英語学のPhDを取得している。オデッセイおよびクラリオンのライティング・ワークショップも卒業しており、クラリオン在学中にデビュー作の "The Rose in Twelve Petals" が売れている。
ボストン大学と、Stonecoast MFA Program in Creative Writingで教鞭をとっている。

## キャリア
ゴスは、Apex Magazine、Clarkesworld Magazine、The Journal of Mythic Arts、Exotic Gothic、The Year's Best Fantasy and Horror、The Year's Best Fantasy、The Year's Best Science Fiction and Fantasy for Teens、Best New Fantasy、Polyphony、Realms of Fantasy、Alchemy、Strange Horizons andLady Churchill's Rosebud Wristletなどの多くの出版物に寄稿しており、さらにマイク・アレンの著作 Disturbing Muses に序文を書いている。
ゴスの初長編小説『メアリ・ジキルとマッド・サイエンティストの娘たち』は2017年6月にサーガ・プレスから出版され、続編の『メアリ・ジキルと怪物淑女たちの欧州旅行』は2018年7月にサーガ・プレスから出版された。

### 受賞
シオドラ・ゴスの作品としては、"Red as Blood and White as Bone" が2017年のローカス賞の、"Songs for Ophelia" が2015年のミソピーイク賞の、"The Mad Scientist's Daughter" が2011年のローカス賞の、"In the Forest of Forgetting" が2008年のミソピーイク賞の、"Pip and the Fairies" が2007年のネビュラ賞の、"The Wings of Meister Wilhelm" が2005年の世界幻想文学大賞短編小説部門の、それぞれ候補となっている。
"Rose Child" で2017年の、"Octavia is Lost in the Hall of Masks" で2004年のライスリング賞長編詩部門を受賞している。2008年に、ゴスの "Singing of Mount Abora" が世界幻想文学大賞短編小説部門を受賞した。
2017年の長編小説『メアリ・ジキルとマッド・サイエンティストの娘たち』が2018年ローカス賞 第一長編部門を受賞するとともに、2018年のネビュラ賞と、2018年のコンプトン・クルック賞の第一長編部門の候補となった。
2019年の短編小説 "How to Become a Witch-Queen" は、2020年のシャーリイ・ジャクスン賞短編分門の候補となった。

## 作品

### 書籍

#### アテナ・クラブ
- 『メアリ・ジキルとマッド・サイエンティストの娘たち（英語版）』 The Strange Case of the Alchemist's Daughter[10][11]、ISBN 978-1-4814-6650-9、サーガ・プレス（英語版）（2017年）； Simon & Schuster Audio ISBN 9781508238911 2017年6月；日本版：早川書房 ISBN 978-4153350489（2020年7月16日）
- 『メアリ・ジキルと怪物淑女たちの欧州旅行』 European Travel for the Monstrous Gentlewoman[6]、ISBN 1481466534、サーガ・プレス（2018年7月10日；Simon & Schuster Audio（2018年7月10日）；日本版：早川書房 「１ウィーン篇」ISBN 978-4153350588（2023年1月24日）、「２ブダペスト篇」ISBN 978-4153350595（2023年2月21日）
- 『メアリ・ジキルと囚われのシャーロック・ホームズ』The Sinister Mystery of the Mesmerizing Girl,ISBN 1534427872、サーガ・プレス（2019年10月1日）；Simon & Schuster Audio（2019年10月1日）；日本版：早川書房 ISBN 978-4153350632（2023年12月20日）

#### その他の書籍
- Snow White Learns Witchcraft: Stories and Poems (collection)、ISBN 9781386202820、Mythic Delirium Books（2019年）
- The Thorn and the Blossom: A Two-Sided Love Story、スコット・マッコーエンとの共著、ISBN 159474551X、Quirk Books（2012年）
- In the Forest of Forgetting (collection)[12]、ISBN 0-8095-5691-X、Prime Books（2006年）。本書いくつかの物語は、以前に The Rose in Twelve Petals & Other Stories に収録されていた。

### 書籍編集
- Voices from Fairyland: The Fantastical Poems of Mary Coleridge, Charlotte Mew and Sylvia Townsend Warner、ISBN 1933500212[13]、Aqueduct Press（2008年）
- （デリア・シャーマンとの共著）Interfictions: An Anthology of Interstitial Writing、ISBN 1931520240、Interstitial Arts Foundation（2007年）

### 短編小説
- "How to Become a Witch-Queen"、Hex Life: Wicked New Tales of Witchery、2019年
- "Snow, Blood, Fur"、Daily Science Fiction、2017年11月17日
- "Come See the Living Dryad"、Tor.com、2017年3月9日
- "To Budapest, With Love"、Uncanny Magazine、2017年1月14日
- "The Other Thea"、The Starlit Wood、2016年
- "Red as Blood and White as Bone"、 Tor.com、2016年5月4日
- "In Autumn"、Daily Science Fiction、2015年11月13日
- "Cimmeria: From the Journal of Imaginary Anthropology"、Lightspeed Magazine、2014年7月
- "Elena's Egg"、Exotic Gothic 5、2013年
- "Blanchefleur"、Once Upon a Time: New Fairy Tales、2013年
- "Lost Girls of Oz"、Oz Reimagined: New Tales from the Emerald City and Beyond、2013年
- "Estella Saves the Village"、Queen Victoria's Book of Spells、2013年
- "England under the White Witch"、Clarkesworld Magazine 73、2012年10月
- "Beautiful Boys"、『アシモフズ・サイエンス・フィクション』、2012年8月
- "Woola's Song"、Under the Moons of Mars、2012年
- "Christopher Raven"、Ghosts by Gaslight、2011年
- "Pug"、『アシモフズ・サイエンス・フィクション』、2011年7月
- "Fair Ladies"、Apex Magazine、2010年8月
- "The Mad Scientist's Daughter"、Strange Horizons、2010年1月
- "Child-Empress of Mars"、Interfictions 2、2009年
- "Csilla's Story"、Other Earths、2009年4月
- "The Puma"、Apex Magazine、2009年3月
- "Her Mother's Ghosts"、Clarkesworld Magazine、2008年8月23日
- "Catherine and the Satyr"、Strange Horizons、2007年10月
- "Princess Lucinda and the Hound of the Moon"、Realms of Fantasy、2007年6月
- "Singing of Mount Abora"、Logorrhea: Good Words Make Good Stories、2007年
- "Letters from Budapest"、Alchemy 3、2006年5月
- "Lessons with Miss Gray"、Fantasy Magazine、2006年4月2日
- "Death Comes for Ervina"、Polyphony 5、2005年11月
- "Pip and the Fairies"、Strange Horizons、2005年10月
- "A Statement in the Case"、Realms of Fantasy、2005年8月
- "The Belt," Flytrap 4, May 2005.
- "The Wings of Meister Wilhelm"、Polyphony 4、2004年9月
- "Miss Emily Gray"、Alchemy 2、2004年8月
- "Lily, with Clouds"、Alchemy 1、2003年12月
- "Sleeping with Bears"、Strange Horizons、2003年11月
- "In the Forest of Forgetting"、Realms of Fantasy2003年10月
- "Professor Berkowitz Stands on the Threshold"、Polyphony 2、2003年4月
- "The Rapid Advance of Sorrow"、Lady Churchill's Rosebud Wristlet、2002年11月11日
- "The Rose in Twelve Petals"、Realms of Fantasy、2002年4月